# SK Rozdělov
SK Rozdělov byl kladenský fotbalový klub založený v roce 1910 v městské části Rozdělov (do roku 1940 a 1947 samostatná obec), jeden z nejstarších českých fotbalových klubů. V roce 1987 zanikl fúzí s SK Kladno.

## Historie
- 1910 SK Rozdělov, založený v obci Rozdělov
- 1940-1945 první sloučení obce Rozdělov s Kladnem za druhé světové války
- 1947 sloučení obce Rozdělov s Kladnem
- 1970? TJ Poldi SONP Rozdělov
- 1987 fúze s TJ Poldi SONP Kladno

### Hřiště
Hřiště FK Rozdělov se nachází na okraji ulice Sportovců nedaleko staré rozdělovské návsi s kaplí v zástavbě rodinných domů, na kterou navazuje sportovně rekreační lesopark Lapák, který hřiště odděluje od dalších dvou fotbalových hřišť Slovanu Kladno a Novo Kladno i od areálu Městského stadionu Sletiště, podél ulice vede cyklostezka.
Po roce 2000? bylo hřiště zrekonstruováno. V roce 2020 bylo v majetku Sportovních areálů města Kladna, jeho nájemci byli SK Kladno (část tréninku) a klub FK Sparta Doly Kladno, který o hřiště přišel.

## Sportovní výsledky
- 1941 postup do Středočeské divize

### Umístění v jednotlivých sezonách
Zdroje: 
Stručný přehled
- 1942–1943: Středočeská divize

Jednotlivé ročníky
Legenda: Z – zápasy, V – výhry, R – remízy, P – porážky, VG – vstřelené góly, OG – obdržené góly, +/− – rozdíl skóre, B – body, červené podbarvení – sestup, zelené podbarvení – postup, fialové podbarvení – reorganizace, změna skupiny či soutěže
| Československo (1910 – 1938)             |                                                             |                                                             |                                                             |                                                             |                                                             |                                                             |                                                             |                                                             |                                                             |                                                             |                                                             |                                                             |
| Sezóny                                   | Liga                                                        | Úroveň                                                      | Z                                                           | V                                                           | R                                                           | P                                                           | VG                                                          | OG                                                          | +/-                                                         | B                                                           | Pozice                                                      |                                                             |
| ...                                      |                                                             |                                                             |                                                             |                                                             |                                                             |                                                             |                                                             |                                                             |                                                             |                                                             |                                                             |                                                             |
| Protektorát Čechy a Morava (1939 – 1945) |                                                             |                                                             |                                                             |                                                             |                                                             |                                                             |                                                             |                                                             |                                                             |                                                             |                                                             |                                                             |
| Sezóny                                   | Liga                                                        | Úroveň                                                      | Z                                                           | V                                                           | R                                                           | P                                                           | VG                                                          | OG                                                          | +/−                                                         | B                                                           | Pozice                                                      |                                                             |
| 1940/41                                  |                                                             |                                                             |                                                             |                                                             |                                                             |                                                             |                                                             |                                                             |                                                             |                                                             |                                                             |                                                             |
| 1941/42                                  | I. A třída                                                  | 3                                                           |                                                             |                                                             |                                                             |                                                             |                                                             |                                                             |                                                             |                                                             |                                                             |                                                             |
| 1942/43                                  | Středočeská divize                                          | 2                                                           | 26                                                          | 8                                                           | 3                                                           | 15                                                          | 76                                                          | 97                                                          | –21                                                         | 19                                                          | 13.                                                         |                                                             |
| 1943/44                                  | I. A třída                                                  | 3                                                           |                                                             |                                                             |                                                             |                                                             |                                                             |                                                             |                                                             |                                                             |                                                             |                                                             |
| 1944/45                                  | Končila druhá světová válka, pravidelné soutěže se nehrály. | Končila druhá světová válka, pravidelné soutěže se nehrály. | Končila druhá světová válka, pravidelné soutěže se nehrály. | Končila druhá světová válka, pravidelné soutěže se nehrály. | Končila druhá světová válka, pravidelné soutěže se nehrály. | Končila druhá světová válka, pravidelné soutěže se nehrály. | Končila druhá světová válka, pravidelné soutěže se nehrály. | Končila druhá světová válka, pravidelné soutěže se nehrály. | Končila druhá světová válka, pravidelné soutěže se nehrály. | Končila druhá světová válka, pravidelné soutěže se nehrály. | Končila druhá světová válka, pravidelné soutěže se nehrály. | Končila druhá světová válka, pravidelné soutěže se nehrály. |
| Československo (1945 – 1987)             |                                                             |                                                             |                                                             |                                                             |                                                             |                                                             |                                                             |                                                             |                                                             |                                                             |                                                             |                                                             |
| Sezóny                                   | Liga                                                        | Úroveň                                                      | Z                                                           | V                                                           | R                                                           | P                                                           | VG                                                          | OG                                                          | +/−                                                         | B                                                           | Pozice                                                      |                                                             |
| ...                                      |                                                             |                                                             |                                                             |                                                             |                                                             |                                                             |                                                             |                                                             |                                                             |                                                             |                                                             |                                                             |

## Osobnosti klubu
hráči
Antonín Brynda, Josef Holman, Josef Horák, Karel Nešvera a Bedřich Pech